# Pentafluoruro di rutenio
Il pentafluoruro di rutenio è il composto inorganico con formula RuF5. In questo fluoruro il rutenio è nello stato di ossidazione +5. In condizioni normali è un solido volatile di colore verde scuro; allo stato vapore è incolore. È un composto estremamente reattivo, senza usi pratici, pericoloso da utilizzare dato che reagisce formando fluoro e acido fluoridrico.

## Sintesi
Il composto fu preparato per la prima volta nel 1925 da Otto Ruff e Ernst Vidic facendo reagire fluoro su rutenio spugnoso. Più conveniente risulta la sintesi diretta di Holloway e Peacock del 1963: il rutenio metallico reagisce con un flusso di fluoro diluito con azoto, a circa 300 ºC. Si forma un olio viscoso verde scuro, dal quale RuF5 è separato per distillazione sotto vuoto.
2 Ru + 5 F2 → 2 RuF5

## Struttura
RuF5 allo stato solido forma tetrameri (RuF5)4 formati da ottaedri RuF6 uniti da atomi di fluoro condivisi (vedi figura). La struttura cristallina risulta monoclina, con costanti di reticolo a = 549,7 pm, b = 994,6 pm e c = 1253,1 pm, otto unità di formula per cella elementare. In fase gassosa a 120 ºC sono presenti principalmente molecole trimere, assieme a una quantità minore di dimeri.

## Proprietà e reattività
RuF5 è un composto estremamente reattivo; si può maneggiare in recipienti di vetro a temperatura ambiente, ma già a 100 ºC il vetro è attaccato. È molto sensibile all'umidità e in acqua si idrolizza rapidamente formando RuO2 idrato e RuO4 gassoso.
Reagisce con XeF2 (un fortissimo donatore di fluoro), formando vari composti ionici, a seconda dei rapporti stechiometrici utilizzati:
2 XeF2 + RuF5 → [Xe2F3]+[RuF6]–
XeF2 + RuF5 → [XeF]+[RuF6]–